# Sparsholt (Oxfordshire)
Sparsholt is een civil parish in het bestuurlijke gebied Vale of White Horse, in het Engelse graafschap Oxfordshire. In 2011 telde het dorp 297 inwoners.